# Чарльз Фрідек
Чарльз Майкл Фрідек (нім. Charles Michael Friedek; нар. 26 вересня 1971) — німецький легкоатлет, який спеціалізувався на потрійному стрибку.

## Спортивні досягнення
Учасник трьох олімпійських змагань з потрійного стрибку: на Іграх у Сіднеї (2000) виступав у фіналі, проте був змушений припинити змагання після двох спроб через травму, і ще на двох Іграх (1996, 2004) — не подолав кваліфікаційний раунд.
Чемпіон світу з потрійного стрибку (1999). Фінішував 11-м у цій дисципліні на чемпіонаті світу в Афінах (1997).
Чемпіон світу в приміщенні з потрійного стрибку (1999). Двічі був 4-м на чемпіонатах світу в приміщенні у цій дисципліні (1997, 2001).
Переможець Кубку світу з потрійного стрибку (1998). Був 4-м на іншому Кубку світу (2002) у цій дисципліні.
Срібний призер чемпіонату Європи з потрійного стрибку (2002). Фіналіст (6-е місце) у потрійному стрибку на чемпіонаті Європи (1998).
Чемпіон Європи в приміщенні (2000) та срібний призер чемпіонату Європи в приміщенні (1998) з потрійного стрибку.
Переможець Кубку Європи з потрійного стрибку (2005). Ще тричі був 3-м у потрійному стрибку на цих змаганнях (1997, 1999, 2002).
Срібний призер Універсіади з потрійного стрибку (1999)..
Чемпіон Німеччини з потрійного стрибку (1997, 1998, 1999, 2000, 2002, 2005, 2008). Чемпіон Німеччини в приміщенні з потрійного стрибку (1997, 1998, 1999, 2000, 2004, 2008, 2009).